# Helmut H. Koch
Helmut H. Koch (* 1941) ist ein deutscher Literaturwissenschaftler.
Koch ist emeritierter Professor für Didaktik der deutschen Sprache und Literatur an der Universität Münster. Sein Hauptarbeitsgebiet ist die Randgruppenliteratur. Er leitet die Arbeitsstelle Randgruppenkultur und -literatur und ist zudem Vorsitzender des Arbeitskreises Kritischer Strafvollzug (AKS). Seit 1988 arbeitet er am von ihm mitbegründeten Ingeborg-Drewitz-Preis für Gefangenenliteratur mit.